# Casey Kasem

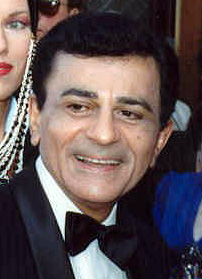
Casey Kasem (1989)

Casey Kasem (gebürtig Kemal Amin Kasem; * 27. April 1932 in Detroit, Michigan; † 15. Juni 2014 in Gig Harbor, Washington) war ein US-amerikanischer Hörfunkmoderator, Zeichentricksprecher und Schauspieler libanesisch-drusischer Abstammung. Seit Anfang der 1960er-Jahre beendete Kasem seine Radiosendungen stets mit dem Satz: „Keep your feet on the ground and keep reaching for the stars“.

## Karriere

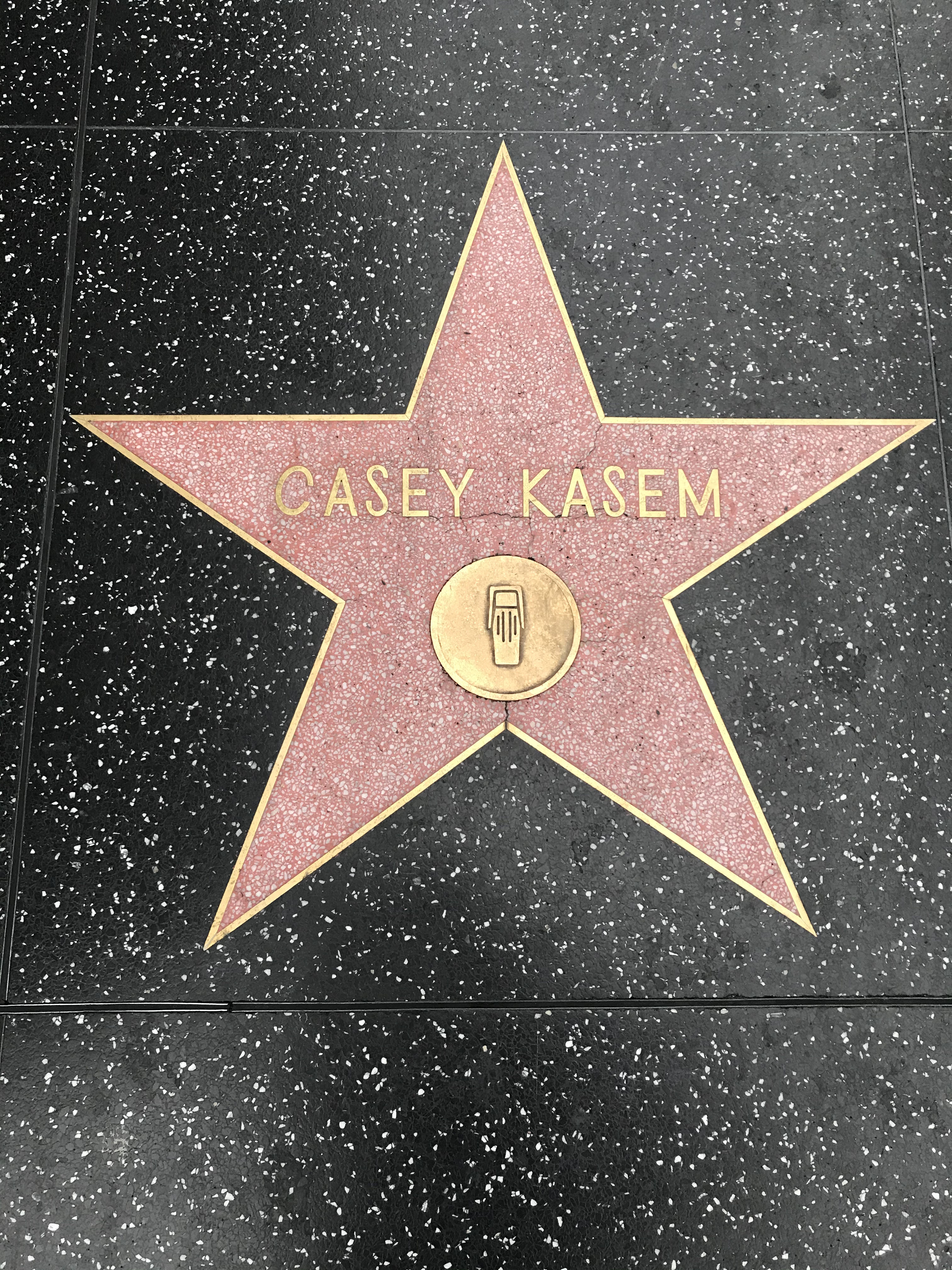
Casey Kasems Stern auf dem Hollywood Walk of Fame

1952 war Kasem im Koreakrieg als DJ bzw. Rundfunksprecher beim Armed Forces Radio Korea Network tätig. Von 1970 bis 2004 moderierte er die Musiksendung „American Top 40“, die durch Übernahme durch andere Radiostationen weltweit Beachtung fand. Casey Kasem wurde dadurch zu einem Symbol für die völkerverbindenden Möglichkeiten des Mediums Radio. Ausdruck dafür war auch die Rubrik „Long Distance Dedication“, die Kasem wöchentlich innerhalb der „American Top 40“ ausstrahlte, und die es weit voneinander entfernt wohnenden Liebenden ermöglichte, sich mittels eines Musikwunsches (meistens Liebeslieder) zu grüßen.
Die letzte Folge der „American Top 40 with Casey Kasem“ wurde am 4. Januar 2004 übertragen. Kasem war jedoch auch danach noch als Moderator tätig. Seine Sendungen „American Top 20“ und „American Top 10“ wurden weiterhin als Syndication-Produktionen in den USA ausgestrahlt. Die Sendungen unterschieden sich durch ihr musikalisches Format: „American Top 20“ bildete den Radio-Airplay der Hot AC-Radiostationen ab, „American Top 10“ denjenigen der AC-Radiostationen.
Im Sommer 2007 sendete Kasem anlässlich des 30. Jahres der „Long Distance Dedication“ einige Specials zu der Rubrik, unter anderem einen gesungenen Gruß eines Hörers und die Wiederholung der ersten Dedication, die 1978 gesendet wurde. Seit November 2007 wurde Kasem in seinen beiden Radioshows mehrfach von seinem Sohn Mike vertreten.
Die letzten Ausgaben von „American Top 20“ und „American Top 10“ wurden am 4./5. Juli 2009 ausgestrahlt, exakt 39 Jahre nach dem Beginn des von Casey Kasem und Don Bustany erfundenen Konzepts, eine Tatsache, auf die Casey Kasem explizit hinwies. Am Ende der Sendungen sprach er „one last time“ die Schlussworte, mit denen er jede Sendung beendet hatte: „Keep Your Feet On The Ground And Keep Reaching For The Stars“.
Zum 40. Geburtstag der „American Top 40“ ehrte im Juli 2010 der Moderator der Sendung, Ryan Seacrest, Kasem in der Show und gewährte einen Einblick in die vier Jahrzehnte der erfolgreichen Radiosendung mit zahlreichen Rückblicken. Seit Januar 2013 sendet der Berlin-Brandenburger Sender Radio Gold die Originalshows aus den 1970er-Jahren zurzeit jeweils sonntags ab 10:00 Uhr und ab 20:00 Uhr.
Darüber hinaus war Kasem auch als Sprecher in den englischen Fassungen zahlreicher Zeichentrickserien zu hören, darunter Battle of the Planets (erste englischsprachige Synchronfassung von Kagaku Ninjatai Gatchaman), Transformers, Scooby-Doo und Die Superfreunde (The Super Friends). Er war auch als Schauspieler tätig. So spielte er in dem 1971 erschienenen Film Der Mann mit den zwei Köpfen mit. Sein Werk als Synchronsprecher und schauspielerisches Schaffen umfasst mehr als 120 Produktionen.
Ferner engagierte sich Kasem langjährig gegen eine einseitige Darstellung von Arabern in den westlichen Medien. Dies führte gelegentlich auch zu seinem Ausstieg aus laufenden Produktionen, so etwa im Jahr 1986 bei der Transformers-Zeichentrickserie.
Kasem starb am 15. Juni 2014 im Alter von 82 Jahren in Gig Harbor (Washington) an den Folgen einer Erkrankung an Lewy-Körper-Demenz. Er wurde auf dem Friedhof Vestre Gravlund in Oslo beerdigt.

## Auszeichnungen
- 2005: „Man of the Year“ der Amerikanischen Drusischen Gesellschaft
- 1992: Mitglied der Radio Hall of Fame[6]

## Filmografie (Auswahl)
- 1967: Shanghai Jack (First to Fight)
- 1967: Die teuflischen Engel (The Glory Stompers)
- 1969: 2000 Years Later
- 1969: Cycle Savages (The Cycle Savages)
- 1969–1978: Scooby Doo, wo bist du? (Scooby-Doo, Where Are You!, Fernsehserie, 26 Folgen, Stimme)
- 1970: Die rasenden Rocker vom Thunderstrip (The Girls from Thunder Strip)
- 1970–1971: Josie und die Pussycats (Josie and the Pussycats, Fernsehserie, 16 Folgen, Stimme)
- 1970–1993: Sesamstraße (Sesame Street, Fernsehserie, 33 Folgen, Stimme)
- 1971: Der Mann mit den zwei Köpfen (The Incredible 2-Headed Transplant)
- 1972–1973: The New Scooby-Doo Movies (Fernsehserie, 24 Folgen, Stimme)
- 1973: Ein Bastard schlägt zu! (Soul Hustler)
- 1973–1985: Das Powerteam – Superman und Co. (Super Friends, Fernsehserie, 76 Folgen, Stimme)
- 1974: Fenn – Hong Kong Pfui (Hong Kong Pfui, Fernsehserie)
- 1974: Hawaii Fünf-Null (Hawaii Five-O, Fernsehserie, 2 Folgen)
- 1974: Der Chef (Ironside, Fernsehserie, 2 Folgen)
- 1975: Die Nacht, als die Marsmenschen Amerika angriffen (The Night That Panicked America, Fernsehfilm)
- 1976: Hydra verschollen in Galaxis 4 (Doomsday Machine)
- 1976: Die verrückteste Rallye der Welt (The Gumball Rally, Stimme)
- 1976: Jabberjaw – König der Meere (Jabberjaw, Fernsehserie, 16 Folgen, Stimme)
- 1976–1978: Die Scooby-Doo-Show (The Scooby Doo Show, Fernsehserie, 40 Folgen, Stimme)
- 1977: Quincy (Quincy, M.E., Fernsehserie, eine Folge)
- 1977: New York, New York
- 1977: Die Zwei mit dem Dreh (Switch, Fernsehserie, eine Folge)
- 1978: Drei Engel für Charlie (Charlie’s Angels, Fernsehserie, eine Folge)
- 1978: Jana, die Dschungelprinzessin (Die Dschungelprinzessin, Fernsehserie, 13 Folgen, Stimme)
- 1978: Superflash (Disco Fever)
- 1978–1980: Battle of the Planets (Fernsehserie, 85 Folgen, Stimme)
- 1979–1983: Scooby und Scrappy-Doo (Scooby-Doo and Scrappy-Doo, Fernsehserie, 33 Folgen, Stimme)
- 1980: The Return of the King (Fernsehfilm, Stimme)
- 1980–1981: The Ri¢hie Ri¢h/Scooby-Doo Show (Fernsehserie, 21 Folgen, Stimme)
- 1981: Space Ghost und der Dschungelplanet (Space Stars, Fernsehserie, 11 Folgen, Stimme)
- 1983: Matt Houston (Fernsehserie, eine Folge)
- 1984: Fantasy Island (Fernsehserie, eine Folge)
- 1984: Ghostbusters – Die Geisterjäger (Ghostbusters, Stimme)
- 1984–1986: Transformers (The Transformers, Fernsehserie, 53 Folgen, Stimme)
- 1985: Mike Hammer (Fernsehserie, eine Folge)
- 1985: Die 13 Geister von Scooby-Doo (The 13 Ghosts of Scooby-Doo, Fernsehserie, 13 Folgen, Stimme)
- 1986: Transformers – Der Kampf um Cybertron (The Transformers: The Movie, Stimme)
- 1988: Scooby-Doo und die Geisterschule (Scooby-Doo and the Ghoul School, Fernsehfilm, Stimme)
- 1988: Scooby Doo und der widerspenstige Werwolf (Scooby-Doo and the Reluctant Werewolf, Fernsehfilm, Stimme)
- 1988–1991: A Pup Named Scooby-Doo (Fernsehserie, 27 Folgen)
- 1989/1991: California High School (Saved by the Bell, Fernsehserie, 2 Folgen)
- 1990: Alf (Fernsehserie, eine Folge)
- 1991: Beverly Hills, 90210 (Fernsehserie, eine Folge)
- 1994: Scooby-Doo in 1001 Nacht (Scooby-Doo! in Arabian Nights, Fernsehfilm, Stimme)
- 1995: Cybill (Fernsehserie, eine Folge)
- 1996: Mr. Wrong – Der Traummann wird zum Alptraum (Mr. Wrong)
- 1996: Sister, Sister (Fernsehserie, eine Folge)
- 1997: James Dean: Live Fast, Die Young
- 2000: Rugrats in Paris – Der Film (Rugrats in Paris: The Movie, Stimme)
- 2002–2006: What's New, Scooby-Doo? (Fernsehserie, 42 Folgen, Stimme)
- 2003: Scooby-Doo – Abenteuer am Vampirfelsen (Scooby-Doo! and the Legend of the Vampire, Stimme)
- 2003: Teamo Supremo (Fernsehserie, eine Folge)
- 2003: Blue’s Clues – Blau und schlau (Fernsehserie, eine Folge)
- 2003: Scooby-Doo! Und das Monster von Mexiko (Scooby-Doo! and the Monster of Mexico, Stimme)
- 2003: Looney Tunes: Back in Action (Stimme)
- 2004: Scooby-Doo! und das Ungeheuer von Loch Ness (Scooby-Doo! and the Loch Ness Monster, Stimme)
- 2006–2008: Scooby-Doo auf heißer Spur (Shaggy & Scooby-Doo Get a Clue!, Fernsehserie, 24 Folgen, Stimme)
- 2007: Scooby-Doo und das Schneemonster (Chill Out, Scooby-Doo!, Stimme)
- 2008: Scooby-Doo und der Koboldkönig (Scooby-Doo! and the Goblin King, Stimme)
- 2008: Scooby-Doo und das Samurai Schwert (Scooby-Doo! and the Samurai Sword, Stimme)
- 2010–2013: Mission Scooby-Doo (Scooby-Doo! Mystery Incorporated, Fernsehserie, 5 Folgen, Stimme)
- 2021: A Scooby-Doo Valentine Bouquet (Stimme)